# 比奧廖廖赫河

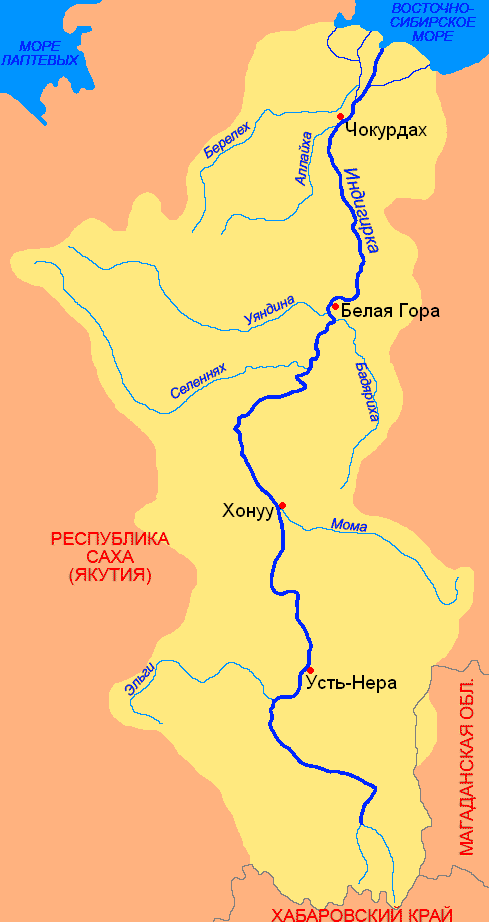
因迪吉尔卡河流域图，比奥廖廖赫河在图的左上方

比奧廖廖赫河是俄羅斯的河流，屬於因迪吉爾卡河的左支流，由薩哈共和國負責管轄，河道全長754公里，流域面積約17,000平方公里，河水主要來自融雪和雨水。河名“比奥廖廖赫”（Бёрёлёх）在雅库特语中意为“满是狼的”，雅库特语中“狼”为бөрө。